# Morąg
Morąg (în germană Mohrungen, în prusaca veche Marangan) este un oraș în Polonia.

## Personalități născute aici
- Johann Gottfried von Herder (1744 - 1803), filozof german.